# Kljukica
Kljúkica (ˇ, hrvaško kvačica - kljukica; srbsko kvaka - kljuka; češko háček - kljukica; slovaško mäkčeň - mehčalni znak;) je grafično oziroma ločevalno znamenje (diakritično znamenje) nad nekaterimi črkami, ki označuje mehčanje (palatalizacijo) v pravopisu nekaterih slovanskih in baltskih jezikov.
V slovenščini se za omenjeno ločevalno znamenje uporablja tudi izraz strešica. Pravopis 8.0 uvaja natančno razlikovanje; znamenje ˇ je kljukica, medtem ko je strešica zrcalno obrnjeno znamenje ˆ, ki se uporablja za označevanje širokih e in o (/ɛ/ oz. /ɔ/), npr. metla [mêtla] in gora [gôra].